# Hsa-miR-30d
Hsa-miR-30d es un Micro ARN (miARN) codificado por el gen MIR30D. El miARN maduro se incorpora a un complejo de silenciamiento inducido por ARN (RISC), que reconoce al ARN mensajero diana mediante un emparejamiento imperfecto de bases y que comúnmente induce la inhibición o desestabilización traduccional del ARNm diana.

## Relevancia clínica
La alteración de este gen está relacionada con enfermedades como meduloblastoma, cáncer de pulmón, cirrosis biliar primaria, cáncer anaplásico de tiroides y distrofia muscular.
Recientemente se ha demostrado la presencia de este miARN en el fluido endometrial secretado por el epitelio endometrial durante la ventana de implantación del embrión, una breve fase de receptividad del endometrio hacia el embrión, en modelos murinos de experimentación. Este miARN era internalizado por el embrión a través del trofoectodermo e  inducía la expresión de moléculas de adhesión celular. Esto sugiere la existencia de una comunicación directa entre el útero materno y el embrión.